# Rhaphuma binhensis
Rhaphuma binhensis är en skalbaggsart. Rhaphuma binhensis ingår i släktet Rhaphuma och familjen långhorningar.

## Underarter
Arten delas in i följande underarter:
- R. b. maculicollis
- R. b. binhensis